# Santibáñez de la Peña
Santibáñez de la Peña település Spanyolországban, Palencia tartományban. Santibáñez de la Peña Velilla del Río Carrión, Triollo, Castrejón de la Peña, Respenda de la Peña, Villalba de Guardo, Mantinos és Guardo községekkel határos. Lakosainak száma 934 fő (2024).

## Népesség
A település népessége az elmúlt években az alábbi módon változott:
| Lakosok száma | 1500 | 1392 | 1302 | 1266 | 1196 | 1121 | 1060 | 1035 | 978  | 934  |
|               | 2001 | 2004 | 2007 | 2009 | 2012 | 2014 | 2017 | 2019 | 2022 | 2024 |